# Festival international du film queer de Taïwan
Le Festival international du film queer de Taïwan (臺灣國際酷兒影展, Taiwan International Queer Film Festival, TIQFF) a été fondé en 2014 par l'activiste Jay Lin est l'unique festival de cinéma LGBT de Taïwan. Il est organisé chaque année par la  Taiwan International Media and Education Association (TIMEA) à Taipei (avec des événements parallèles à Taichung et Kaohsiung).
Depuis 2016 y sont remis les Queermosa Awards.